# Сибел, Дженнифер
Дже́ннифер Линн Си́бел (англ. Jennifer Lynn Siebel; 19 июня 1974, Сан-Франциско, Калифорния, США) — американская актриса, режиссёр, сценарист и продюсер. Супруга Гэвина Ньюсома, Первая леди Сан-Франциско в 2008-2011 гг., Вторая леди Калифорнии в 2011-2019 гг. Первая леди Калифорнии с 2019 года.

## Биография

### Ранние годы
Дженнифер Линн Сибел родилась 19 июня 1974 года в Сан-Франциско (штат Калифорния, США) в семье инвестиционного менеджера Бена Сибела и одного из основателей детского музея Саусалито Джуди Сибел. Она — старший ребёнок в семье, имеет двух младших сестёр.

### Образование
Дженнифер окончила Росскую гимназию и Школу Брэнсон. Во время учёбы в средней школе она занималась баскетболом, футболом и теннисном. 
Позже она с отличием окончила Стэнфордский университет, где получила степени бакалавра в 1996 году и магистра делового администрирования в 2001 году. В университете она играла в женской команде по футболу.
Также окончила Американский театр консерватории.

### Карьера
В 2002 году она начинает карьеру в кинематографе, становится актрисой и продюсером.
В 2008 году исполнила одну из своих первых главных ролей в кино в слэшере «День смеха».
В 2011 году дебютировала в качестве режиссёра и сценариста для фильма Miss Representation.

### Личная жизнь и титулы
С 26 июля 2008 года Дженнифер замужем за политиком Гэвином Ньюсомом, с которым она встречалась 21 месяц до их свадьбы. У супругов четверо детей: дочь Монтана Тесса Сибел-Ньюсом (род.18.09.2009), сын Хантер Сибел-Ньюсом (род.12.06.2011), дочь — Бруклинн Сибел-Ньюсом (род.03.07.2013), сын — Датч Уильям Сибел-Ньюсом (род.26.02.2016).
С 26 июля 2008 года по 10 января 2011 года она была Первой леди Сан-Франциско, с 10 января 2011 года по 7 января 2019 года — Вторая леди Калифорнии. С 7 января 2019 — Первая леди Калифорнии.
Дженнифер Сибел — одна из нескольких обвинительниц Харви Вайнштейна в уголовном процессе об изнасиловании и сексуальном насилии. В ноябре 2022 года Сибел дала показания в суде о том, что в 2005 году Вайнштейн изнасиловал её в гостиничном номере, заманив туда под предлогом обсуждения кинопроектов.